# Colocleora bergeri
Colocleora bergeri är en fjärilsart som beskrevs av Claude Herbulot 1975. Colocleora bergeri ingår i släktet Colocleora och familjen mätare. Inga underarter finns listade i Catalogue of Life.